# Cañon d'Apurimac
Pour les articles homonymes, voir Apurimac.

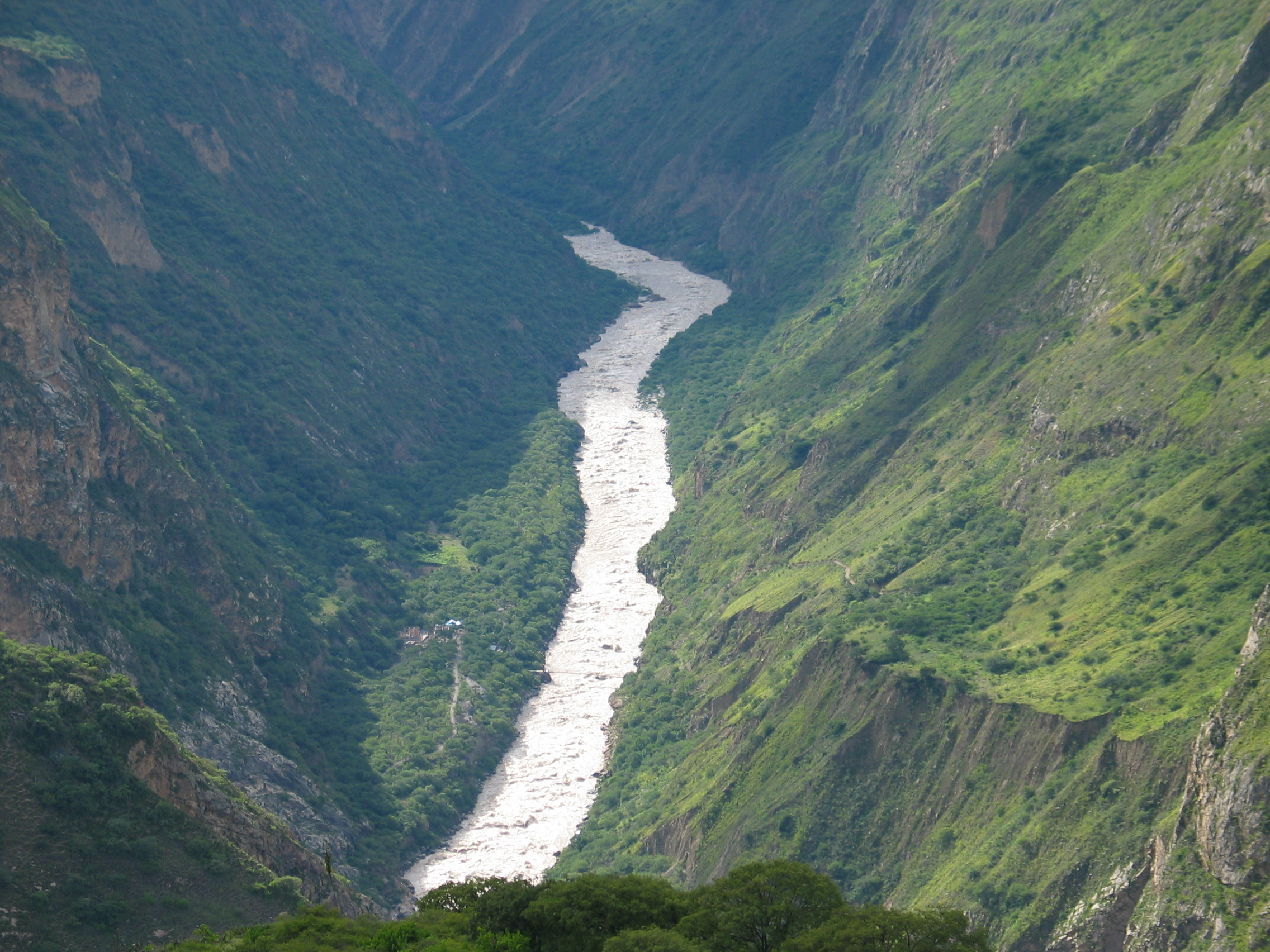
Une partie du cañon d'Apurimac

Frontière naturelle avec la région de Cuzco, le cañon d'Apurímac est en fait le point le plus remarquable de la région d'Apurímac au Pérou. Situé à 90 km d'Abancay, son bassin fait 350 km². Il est le plus grand d'Amérique, plus grand que  celui d'Arizona.
Il est entouré par la chaîne de montagnes du Salcantay. C'est l'un des lieux de prédilection pour les amateurs de descente.  
Aux alentours, se trouve le complexe archéologique de Choquequirao, le berceau d'or, qui est considéré comme la dernière cité des Incas.
- Le nom Apurimac vient du quechua Grand Orateur. En effet, les eaux tumultueuses rugissent et trouvent écho dans les flancs de cette montagne dont les pentes peuvent passer de 5000 m à 500 en une immense gorge.